# 晴音アキ
晴音 アキ（はるね あき、1989年10月19日 - ）は、日本の女優。元宝塚歌劇団月組の娘役。
東京都世田谷区、東洋英和女学院高等部出身。身長160cm。血液型A型。愛称は「はるの」、「はる」、「はーちゃん」。

## 来歴
2007年、宝塚音楽学校入学。
2009年、宝塚歌劇団に95期生として入団。入団時の成績は6番。宙組公演「薔薇に降る雨／Amour それは…」で初舞台。その後、月組に配属。
2022年10月9日、「グレート・ギャツビー」東京公演千秋楽をもって、宝塚歌劇団を退団。

## 人物
中学、高校時代は剣道に取り組むスポーツ少女で、劇団月刊「根本宗子」の根本宗子と同級生だった。
中学3年の時、母親に連れられて観た月組公演「飛鳥夕映え／タカラヅカ絢爛II」に雷が落ちるほどの衝撃を受け、音楽学校受験を決意。そこから芸事を習い始めた。
3歳からピアノを習い、絶対音感の持ち主でもある。

## 宝塚歌劇団時代の主な舞台

### 初舞台
- 2009年4 - 5月、宙組『薔薇に降る雨』『Amour それは…』（宝塚大劇場のみ）

### 月組時代
- 2009年10 - 12月、『ラスト プレイ』『Heat on Beat!（ヒート オン ビート）』
- 2010年2月、『HAMLET!!』（バウホール・日本青年館） - オードリー
- 2010年4 - 7月、『THE SCARLET PIMPERNEL（スカーレット ピンパーネル）』 - 新人公演：ルイ・シャルル（本役：愛希れいか）
- 2010年9 - 11月、『ジプシー男爵-Der Zigeuner Baron-』 - 新人公演：ヴィオルカ（本役：愛希れいか）『Rhapsodic Moon（ラプソディック・ムーン）』
- 2010年12 - 2011年1月、『STUDIO 54（スタジオ フィフティフォー）』（ドラマシティ・日本青年館） - アベル･サニーサイド
- 2011年3 - 5月、『バラの国の王子』 - 新人公演：次女（本役：憧花ゆりの）『ONE』
- 2011年7 - 10月、『アルジェの男』 - 新人公演：ルーシー（本役：琴音和葉）『Dance Romanesque（ダンス ロマネスク）』
- 2011年11 - 12月、『アリスの恋人』（バウホール・日本青年館） - 友人
- 2012年2 - 4月、『エドワード8世』 - 新人公演：モウラ・バドベルク（本役：白雪さち花)『Misty Station』
- 2012年6 - 9月、『ロミオとジュリエット』 - 新人公演：乳母（本役：美穂圭子）[5]
- 2012年10 - 11月、『春の雪』（バウホール・日本青年館） - みね／二老
- 2013年1 - 3月、『ベルサイユのばら-オスカルとアンドレ編-』 - イレーヌ、新人公演：カトリーヌ（本役：萌花ゆりあ）
- 2013年5月、『月雲（つきぐも）の皇子（みこ）』（バウホール） - パロ／撫子[5]
- 2013年7 - 10月、『ルパン-ARSÈNE LUPIN-』『Fantastic Energy!』
- 2013年11 - 12月、『JIN-仁-』 - 茜『Fantastic Energy!』（全国ツアー）
- 2013年12月、『月雲（つきぐも）の皇子（みこ）』（天王洲 銀河劇場） - パロ／撫子
- 2014年1月、『New Wave!-月-』（バウホール）
- 2014年3 - 6月、『宝塚をどり』『明日への指針 -センチュリー号の航海日誌-』 - 少年ジェイク、新人公演：ドーラ社長（本役：憧花ゆりの）『TAKARAZUKA 花詩集100!!』 - 新人公演：仮面の女（本役：海乃美月）／愛の花の女S／エトワール（本役：凪七瑠海）
- 2014年7 - 8月、『宝塚をどり』『明日への指針-センチュリー号の航海日誌-』 - アンジェラ『TAKARAZUKA 花詩集100!!』（博多座） エトワール
- 2014年9 - 12月、『PUCK（パック）』 - ケシの実、新人公演：タイテーニア（本役：憧花ゆりの）『CRYSTAL TAKARAZUKA-イメージの結晶-』
- 2015年4 - 7月、『1789-バスティーユの恋人たち-』 - ソレーヌ・マズリエ[注釈 1][5]
- 2015年8 - 9月、『A-EN（エイエン） ARTHUR VERSION』（バウホール） - ハンナ
- 2015年11 - 2016年2月、『舞音-MANON-』 - 水の精霊、新人公演：アンヌ=マリー・モラン（本役：夏月都）『GOLDEN JAZZ』
- 2016年3 - 4月、『激情』 - コンチータ『Apasionado（アパショナード）!!III』（全国ツアー）
- 2016年6 - 9月、『NOBUNAGA〈信長〉-下天の夢-』 - あおい『Forever LOVE!!』 トリプルエトワール
- 2016年10月、『FALSTAFF』（バウホール） - ドル／客の女／仮面の女
- 2016年10 - 11月、『Bow Singing Workshop〜月〜』（バウホール）
- 2017年1 - 3月、『グランドホテル』 - 電話交換手『カルーセル輪舞曲（ロンド）』
- 2017年4 - 5月、『瑠璃色の刻（とき）』（ドラマシティ・TBS赤坂ACTシアター） - ランバール公妃
- 2017年7 - 10月、『All for One』 - ラウラ
- 2017年12月、『Arkadia-アルカディア-』（バウホール） - ドミニク
- 2018年2 - 5月、『カンパニー-努力（レッスン）、情熱（パッション）、そして仲間たち（カンパニー）-』 - バレエ団員／受付嬢『BADDY（バッディ）-悪党（ヤツ）は月からやって来る-』 - ハッピー
- 2018年7月、『愛聖女（サントダムール）-Sainte♡d’Amour-』（バウホール） - クララ・ブロン／店員
- 2018年8 - 11月、『エリザベート-愛と死の輪舞（ロンド）-』 - リヒテンシュタイン伯爵夫人[5]
- 2019年1月、『ON THE TOWN（オン・ザ・タウン）』（東京国際フォーラム） - ダイアナ・ドリーム
- 2019年3 - 6月、『夢現無双』 - 出雲阿国『クルンテープ 天使の都』
- 2019年7 - 8月、『チェ・ゲバラ』（日本青年館・ドラマシティ） - レイナ[5]
- 2019年10 - 12月、『I AM FROM AUSTRIA-故郷（ふるさと）は甘き調（しら）べ-』 - ナディヤ エトワール[5]
- 2020年2月、『赤と黒』（御園座） - デルヴィール夫人
- 2020年9 - 2021年1月、『WELCOME TO TAKARAZUKA-雪と月と花と-』『ピガール狂騒曲』 - エマ
- 2021年3月、『幽霊刑事（デカ）〜サヨナラする、その前に〜』（バウホール） - 漆原夏美
- 2021年5 - 8月、『桜嵐記（おうらんき）』 - 名子／二条師基『Dream Chaser』
- 2021年10 - 11月、『川霧の橋』 - 小りん『Dream Chaser-新たな夢へ-』（博多座） エトワール[5]
- 2022年1 - 3月、『今夜、ロマンス劇場で』 - ディアナ『FULL SWING!』
- 2022年5月、『ブエノスアイレスの風』（日本青年館・ドラマシティ） - フローラ[5]
- 2022年7 - 10月、『グレート・ギャツビー』 - マーゴット・ニコルソン／アンナ 退団公演[5]

### 出演イベント
- 2012年4 - 5月、明日海りおディナーショー『Z-LIVE』
- 2015年2 - 3月、沙央くらまディナーショー『SORRISO』[7]
- 2017年10月、美弥るりかディナーショー『Razzle』[8]

## 宝塚歌劇団退団後の主な活動

### 舞台
- 2023年8月、『Neo Doll』（シアターサンモール） - クリスタル[9]
- 2024年5 - 6月、『ベルサイユのばら50』（梅田芸術劇場・東京建物 Brillia HALL・御園座）[10]
- 2024年7月、『暁のヨナ』（シアターH）[11]
- 2024年12月、『RUNWAY』（梅田芸術劇場・KAAT神奈川芸術劇場）[12]
- 2025年7月、『Flores de Colores』（有楽町朝日ホール）[13][14]
- 2025年8月、『M FESTIVAL』（明治座）[15]